# 오기와 악동들 더 무비
《오기와 악동들 더 무비》(프랑스어: Oggy et les Cafards, le film)는 2013년 공개된 프랑스의 애니메이션 영화로, 텔레비전 애니메이션 《오기와 악동들》의 극장판이다.